# Terremoto dell'Irpinia del 1910
Il terremoto dell'Irpinia del 1910, conosciuto anche come terremoto dell'Irpinia e Basilicata, è stato un evento sismico verificatosi nel 1910 in Irpinia, al confine tra Campania e Basilicata.

## Eventi sismici
Il sisma avvenne alle 02:04 del 7 giugno 1910 facendo registrare una magnitudo momento di 5.7 ed un'intensità pari al IX livello della scala Mercalli. L'epicentro viene collocato circa 1 km a ovest di Calitri, in Irpinia, a cavallo tra le province di Avellino e Potenza.
Durante la stessa giornata vennero segnalate numerose repliche.

## Danni e vittime
Il terremoto colpì principalmente la Campania orientale, in special modo Calitri dove causò il crollo di un terzo degli edifici e gravi lesioni su tutti gli altri; tra le architetture fortemente danneggiate vi furono i quattro torrioni e le mura dell’ala sinistra del vecchio castello dei principi di Teora, il palazzo Vittamori e la chiesa dell'Immacolata. Danni gravissimi si verificarono anche a Nusco, a San Nicola Baronia, a San Sossio Baronia e a Zungoli, mentre altri crolli furono registrati a Carife, Ruvo del Monte e San Fele. Crolli parziali e lesioni gravi furono riscontrati negli edifici di Ascoli Satriano, Castel Baronia, Flumeri, Guardia dei Lombardi, San Nicola Baronia, Sant'Andrea di Conza, Sant'Angelo dei Lombardi e Vallata.
Complessivamente risultarono danneggiamenti in 53 comuni di cui 41 in provincia di Avellino e 12 in provincia di Potenza. Il sisma fu avvertito anche a Napoli, nell'Abruzzo e nel Lazio meridionale e nella Puglia settentrionale. In totale si registrarono una cinquantina di vittime, di cui 40 nella sola Calitri.